# Патон Вилиџ
Патон Вилиџ (енгл. Patton Village) град је у америчкој савезној држави Тексас. По попису становништва из 2010. у њему је живело 1.557 становника.

## Демографија
Према попису становништва из 2010. у граду је живело 1.557 становника, што је 166 (11.9%) становника више него 2000. године.
| Група             | 2000.         | 2010.         |
| Белци             | 1.194 (85.8%) | 1.171 (75.2%) |
| Афроамериканци    | 7 (0.5%)      | 16 (1.0%)     |
| Азијати           | 1 (0.1%)      | 7 (0.4%)      |
| Хиспаноамериканци | 155 (11.1%)   | 323 (20.7%)   |
| Укупно            | 1.391         | 1.557         |